# Julia de Micheo Carrillo-Albornoz
Julia de Micheo Carrillo-Albornoz (Newcastle, 30 de juliol de 1973) és una política espanyola, diputada al Congrés dels Diputats en la X Legislatura.

## Biografia
Ha estat Bachelor of arts in Business Management a la Universitat de Staffordshire i llicenciada en comunicació i marketing. De 1993 a 1996 fou assistent parlamentària del vicepresident del Congrés dels Diputats, Federico Trillo, i ho continuà sent quan fou president del Congrés (1996-2000) i Ministre de Defensa (2000-2004). De 2004 a 2008 fou assessor del Portaveu de la Comissió Constitucional i de 2008 a 2012 Cap de Gabinet del Coordinador de Justícia i Llibertats Públiques del Partit Popular.
En maig de 2012 va substituir en el seu escó Federico Trillo, qui havia estat nomenat ambaixador al Regne Unit. Ha estat vicepresidenta Primera de la Comissió Mixta Control Parlamentari de la Corporació RTVE i les seves Societats. Va ser objecte de polèmica pel fet que el seu antic cap, Federico Trillo va esquivar la normativa vigent en obtenir que Julia de Micheo anés a treballar per a ell a Londres - assistint-l'hi en les relacions amb els empresaris- encara que això impliqués que la diputada per Alacant no pogués assistir a diversos plens del Congrés.